# Centotheca
Centotheca là một chi thực vật có hoa trong họ Hòa thảo (Poaceae).

## Loài
Chi Centotheca gồm các loài: